# Mitsubishi eK
Der Mitsubishi eK ist ein japanisches Kei-Car, das von Mitsubishi Motors auf Basis des bis 2011 gebauten Minica gebaut und am 11. Oktober 2001 eingeführt wurde. Nach Firmenangaben steht der Name für „excellent Keijidōsha“ (= exzellentes Kei-Car).
Zwischen 2005 und 2013 bekam Nissan jährlich 36.000 eK geliefert, die als Nissan Otti verkauft wurden. Ab 2013 wurde der Otti vom Nissan Dayz und dem Nissan Dayz Roox ersetzt.
Im Mai 2022 wurde das elektrisch angetriebene Kei-Car Mitsubishi eK X präsentiert. Es ist nahezu baugleich mit dem Nissan Sakura.
2023 wurde außerdem auf Basis des eK der Delica Mini vorgestellt, der dem größeren Delica optisch ähnelt.

## Erste Generation (2001–2006)
Die erste Generation gibt es als eK Wagon (ab Oktober 2001), eK Sport (ab September 2002), eK Classic (ab Mai 2003) oder eK Active (ab Mai 2004).
Sofort nach seiner Vorstellung bekam der Wagen einen Preis für gutes Design vom japanischen Ministerium für Wirtschaft und Industrie für das Jahr 2001. Zunächst rechnete man mit 10.000 Verkäufen pro Monat, allerdings waren es in den ersten vier Tagen 13.000, Ende Oktober 2001 schon 20.000 Exemplare. Auf dem heimischen Markt war es Mitsubishis verkaufsstärkstes Modell und 2005 wurden etwa 480.000 Stück verkauft.

### Technik
Die 5-türigen Kombis bieten vier Sitzplätze. Sie sind mit Dreizylinder-Reihenmotoren ausgerüstet, die vorne quer eingebaut sind und die Vorderräder antreiben. Es gibt auch Varianten mit Allradantrieb.
Die Motoren haben die Mitsubishi-Kodierung 3G83 und sind mit einer oben liegenden Nockenwelle (SOHC) und 12 Ventilen ausgestattet. Der Hubraum beträgt einheitlich 657 cm3. Die Saugversion entwickelt bei einer Verdichtung von 10,2:1 eine Leistung von 50 PS (37 kW) bei 6500 min−1 und ein Drehmoment von 62 Nm bei 4000 min−1. Ist ein Turbolader verbaut, lauten die entsprechenden Werte: Verdichtung 8,5:1, Leistung 64 PS (47 kW) bei 6000 min−1 und Drehmoment 93 Nm bei 3500 min−1.
Die Vorderräder sind an MacPherson-Federbeinen und Querlenkern aufgehängt, die Hinterräder werden von Dreieckslenkern geführt. Das Modell eK Wagon hat Reifen der Größe 155/65 R 13, der eK Sport 165/55 R 14. Bei beiden Modellen  beträgt der Wendekreisdurchmesser 8,8 m.

## Zweite Generation (2006–2013)
Die zweite Generation wurde im September 2006 eingeführt.

## Dritte Generation (2013–2019)
Im September 2013 wurde die dritte Generation eingeführt. Sie wird von Mitsubishi als eK Custom, eK Wagon, eK Space Custom und eK Space angeboten. Außerdem wird die von Nissan verkaufte Variante nicht mehr als Otti sondern als Dayz oder Dayz Roox verkauft.
Ausgestattet ist der Microvan mit Xenon-Scheinwerfern, einem im Rückspiegel integrierten Round-View-Monitor, Klapptischchen im Fond und berührungslosen Funkschlüssel, für den ein extra Haken im Cockpit ausgeklappt werden kann. Er hat ein stufenlosen Automatikgetriebe und den Motor gibt es auch mit einem Turbolader.

## Vierte Generation (seit 2019)
Die vierte Generation wird seit März 2019 in Japan verkauft. Die Mitsubishi-Modelle werden als eK Wagon und eK X, die Nissan-Modelle als Dayz oder Dayz Roox vermarktet.
Das Kei-Car verfügt über ein Dreizylinder-Aggregat und ein stufenloses CVT-Getriebe. Es hat 14-Zoll-Räder und eine eher auf Komfort gerichtete Fahrwerksabstimmung.
Im Mai 2022 wurde das rein elektrisch angetriebene Modell eK X vorgestellt.

Auf Basis des eK bietet Mitsubishi seit 2023 den Delica Mini an.

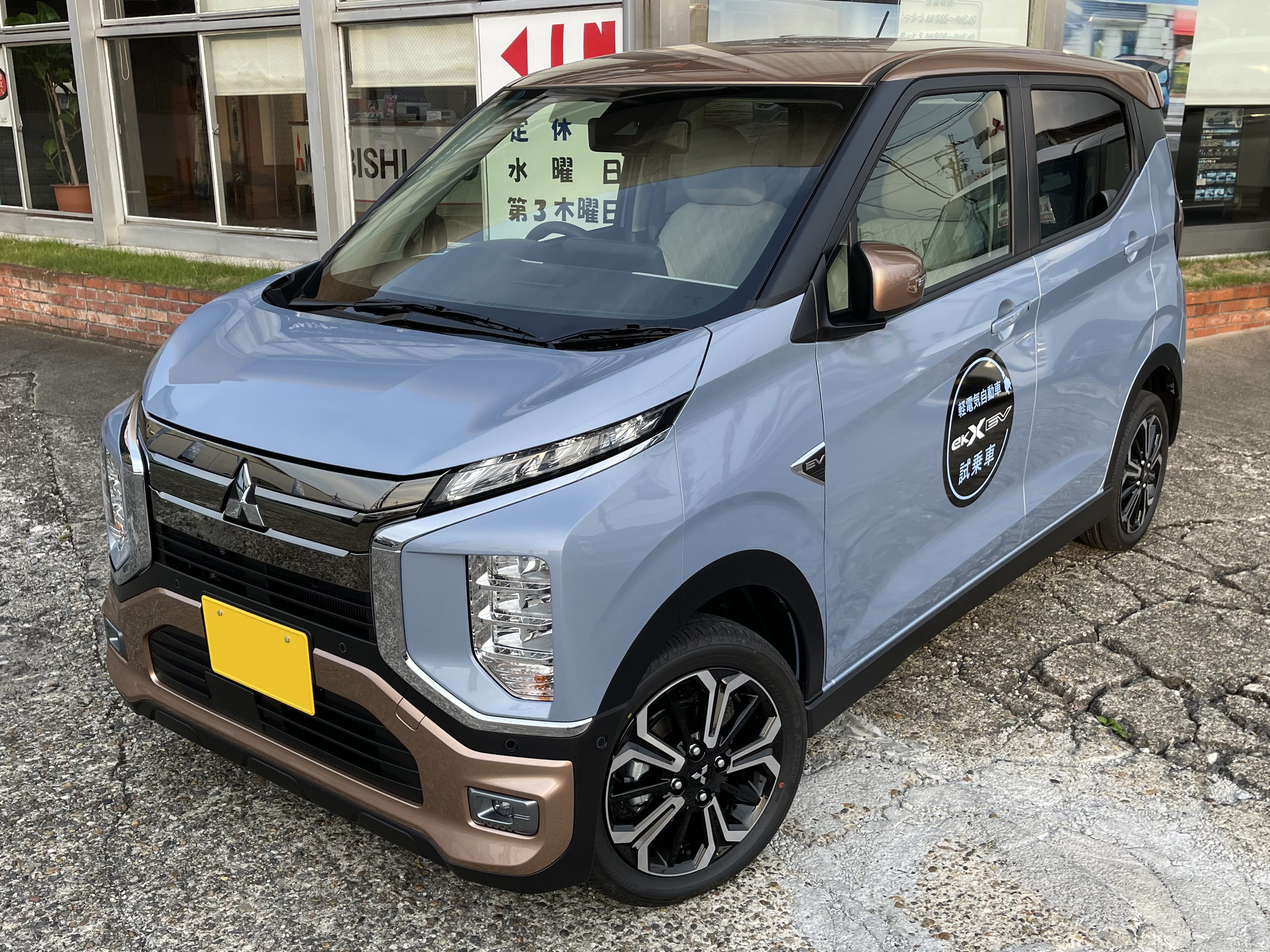
Mitsubishi eK X EV
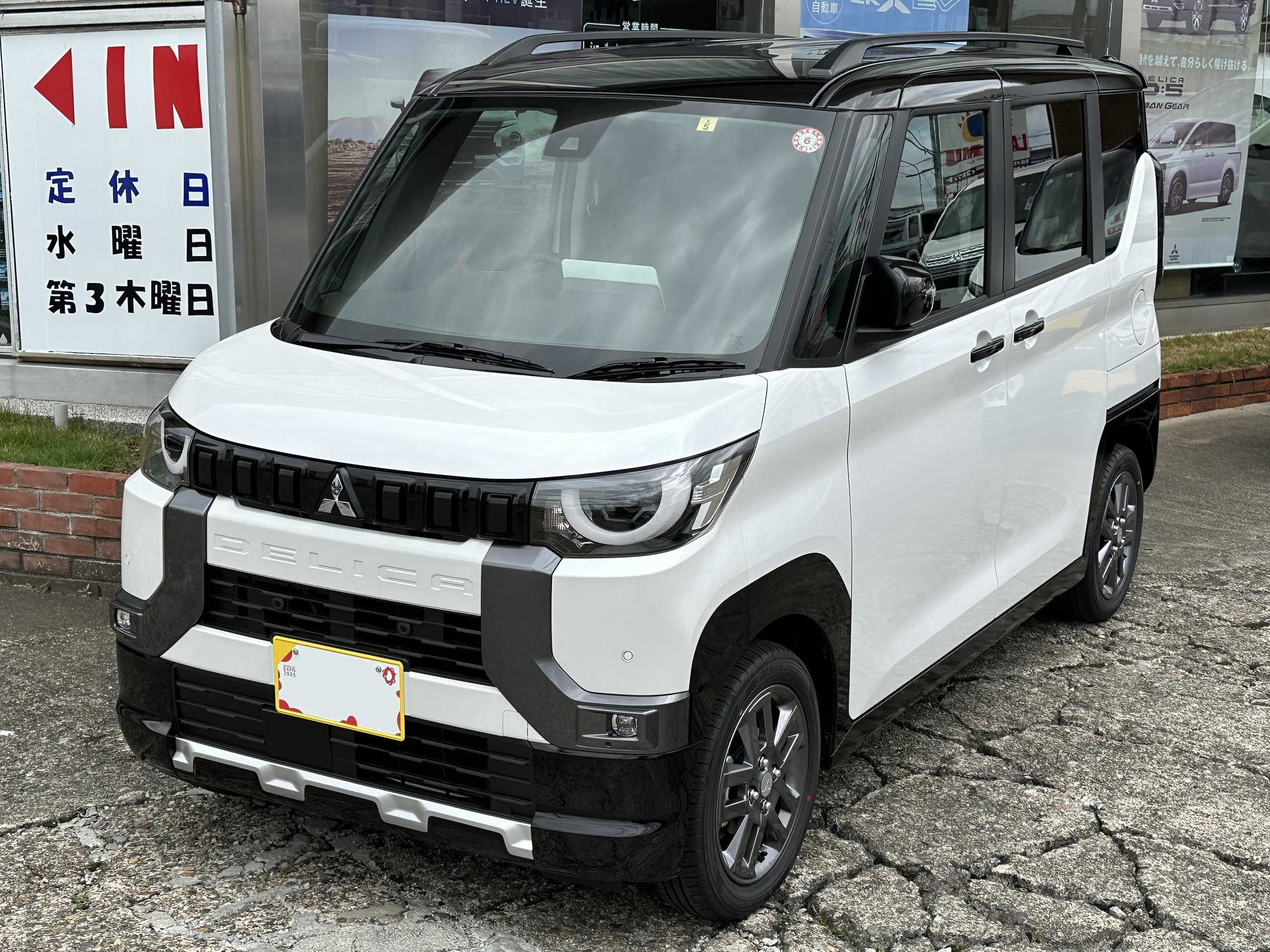
Mitsubishi Delica Mini
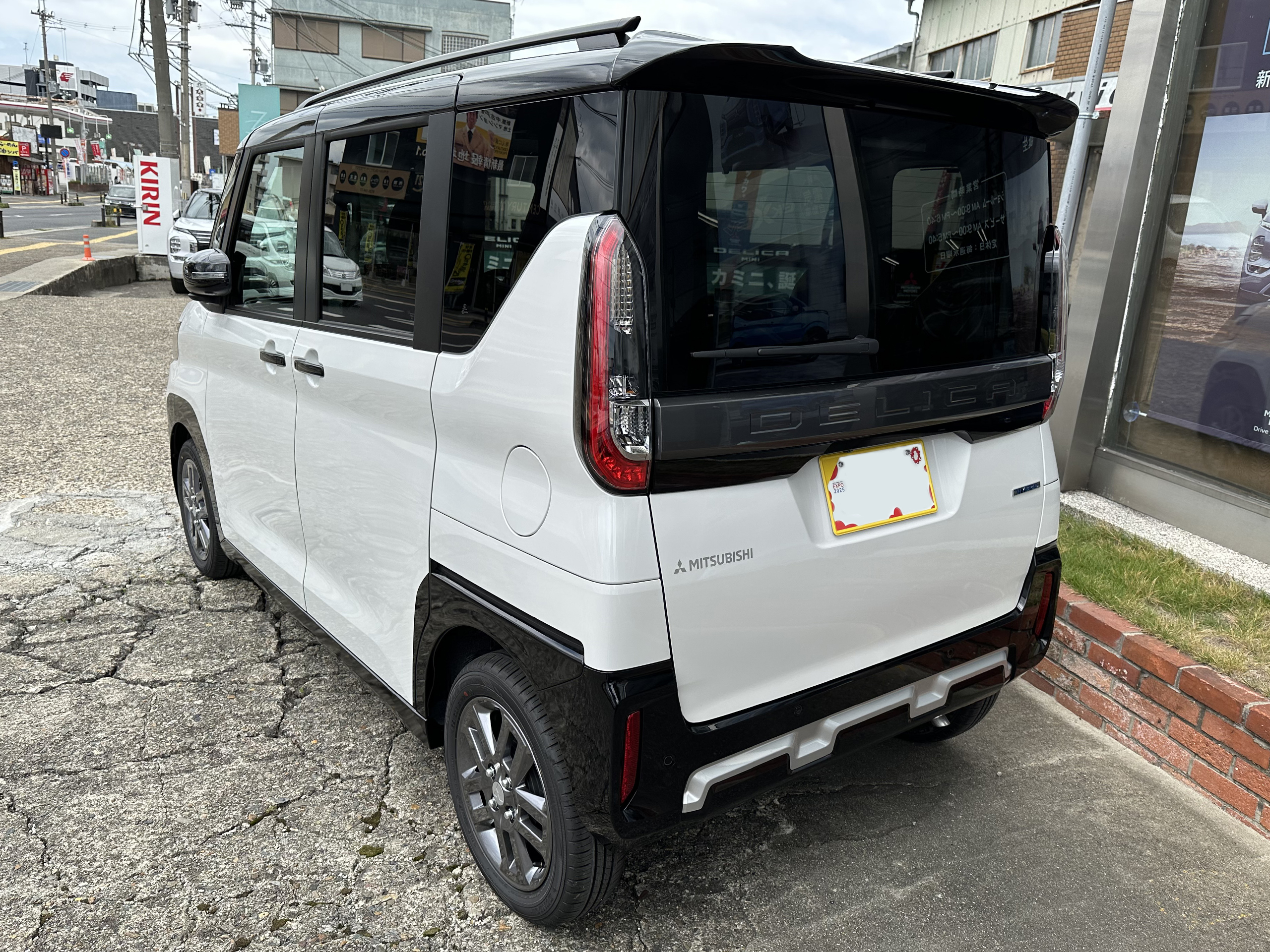
Heckansicht